# Delaware (Ohio)
Delaware – miasto w Stanach Zjednoczonych. Znajdujące się niedaleko centrum Ohio, około 36 km na północ od stolicy stanu Columbus. Założone w 1808 roku. Przez miejscowość przechodzi droga krajowa U.S. Route 23.
Liczba mieszkańców w 2000 roku wyniosła 25 128 osób.